# Peña Lusa

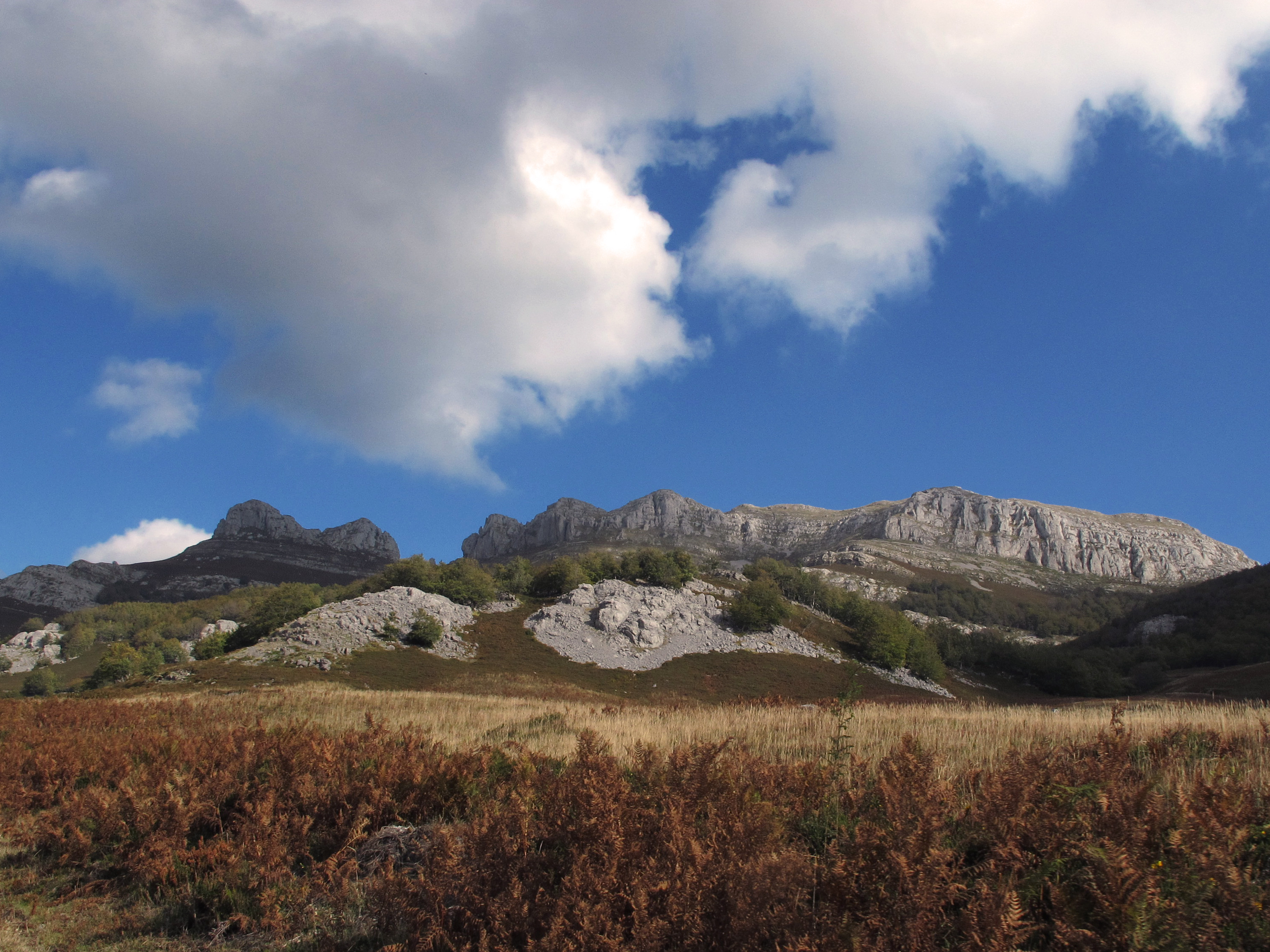
Peña Lusa separa el circo glaciar de Lunada (Burgos) y el profundo valle del Asón (Cantabria). El agua encontró en la piedra caliza un inmejorable lienzo sobre el que dibujar todos los procesos kársticos. Fotografía tomada desde la carretera BU-572

Peña Lusa es una montaña ubicada en el sector oriental de la cordillera Cantábrica. Tiene 1575 metros de altitud y establece una divisoria natural entre el municipio cántabro de Soba, al norte, y el municipio burgalés de Espinosa de los Monteros al sur.

## Rutas de acceso
Las rutas de montañismo habituales para acceder a la cumbre de Peña Lusa parten de la vertiente burgalesa del portillo de Lunada y del portillo de La Sía.